# Cao Minh (ca sĩ)
Nguyễn Cao Minh (sinh ngày 12 tháng 3 năm 1961), thường được biết đến với nghệ danh Cao Minh, là một nam ca sĩ kiêm diễn viên người Việt Nam. Nổi tiếng nhờ việc tham gia trình diễn một số bài hát thuộc thể loại nhạc cách mạng, nhạc đỏ, nhạc dân ca và nhạc tiền chiến, ông được đánh giá là một trong những giọng ca vàng của nền âm nhạc Việt Nam.

## Thời thơ ấu
Cao Minh sinh ra ở Long An nhưng lớn lên ở Tây Ninh, xuất thân trong một gia đình gốc nông dân. Ngay từ nhỏ, ông đã bộc lộ năng khiếu và yêu thích đặc biệt về âm nhạc. Ông từng lấy máng lợn cùng những chiếc loa của máy phát thanh và ắc quy máy cày để làm một chiếc đàn bầu, thời gian sau ông sang Trảng Bàng để học cách chơi đàn với nghệ nhân Hai Lùn. Cũng vì đam mê âm nhạc nên ảnh hưởng phần nào đến việc học tập của ông. Cha của ông ngăn cấm anh học nhạc cho nên ông không cho gia đình biết về một số thành công ban đầu của mình trong sự nghiệp âm nhạc.

## Sự nghiệp
Năm 1978, Cao Minh đoạt giải nhất Tiếng hát Truyền hình tỉnh Tây Ninh. Sau khi thi rớt kỳ thi tốt nghiệp trung học phổ thông năm 1979, ông xin vào phụ việc ở đoàn văn công tỉnh Tây Ninh, sau đó vào học ở khoa Thanh nhạc của Nhạc viện Thành phố Hồ Chí Minh.
Năm 1988, Cao Minh đoạt giải nhất Concour quốc gia lần thứ nhất, đoạt giải Người hát hay nhất về đề tài Hồ Chí Minh với ca khúc "Hồ Chí Minh đẹp nhất tên người" của Trần Kiết Tường, đồng thời đoạt giải Người hát dân ca hay nhất. Bên cạnh việc thể hiện thành công ở một số ca khúc, ông còn tham gia diễn xuất trong phim truyền hình Con khỉ mồ côi và Ngọn nến Hoàng cung của hãng TFS.
Từ đầu thập niên 2000, Cao Minh bỏ tiền xây dựng một khu đất 20 ha ở Vĩnh Tân, huyện Vĩnh Cữu, tỉnh Đồng Nai để xây dựng và kinh doanh một khu du lịch sinh thái. Năm 2019, ông bắt tay xây dựng một hòn đảo mang tên ông trên hồ Trị An, cũng thuộc địa phận huyện Vĩnh Cửu, tỉnh Đồng Nai và dành phần lớn thời gian của mình ở đây để lao động, làm du lịch và ca hát.
Năm 2024, Cao Minh tái xuất qua vai diễn chú Sáu trong bộ phim điện ảnh Địa đạo: Mặt trời trong bóng tối, đồng thời còn trình diễn ca khúc chủ đề "Mặt trời trong bóng tối" của bộ phim.

## Đời tư
Cao Minh lập gia đình với Văn Thị Minh Hương, nguyên Giám đốc Nhạc viện Thành phố Hồ Chí Minh vào năm 1988. Hai người có một con gái sinh năm 1998.